# Cuscuta alataloba
Cuscuta alataloba är en vindeväxtart som beskrevs av Truman George Yuncker. Cuscuta alataloba ingår i släktet snärjor, och familjen vindeväxter. Inga underarter finns listade i Catalogue of Life.